# Сефро
Сефро (итал. Sefro) насеље је у Италији у округу Мачерата, региону Марке.
Према процени из 2011. у насељу је живело 260 становника. Насеље се налази на надморској висини од 513 м.

## Становништво
| 1931. | 1936. | 1951. | 1961. | 1971. | 1981. | 1991. | 2001. | 2011. |
| ----- | ----- | ----- | ----- | ----- | ----- | ----- | ----- | ----- |
| 1.310 | 1.272 | 1.058 | 846   | 587   | 545   | 483   | 433   | 431   |